# Taggen (kulle)
Taggen är en kulle i Antarktis. Den ligger i Östantarktis. Norge gör anspråk på området. Toppen på Taggen är 1 714 meter över havet, eller 206 meter över den omgivande terrängen. Bredden vid basen är 1,4 km.
Terrängen runt Taggen är huvudsakligen lite kuperad. Trakten är obefolkad. Det finns inga samhällen i närheten.